# Diócesis de Cammin
La diócesis de Cammin (en latín: Dioecesis Caminensis, en alemán: Bistum Cammin y en polaco: Biskupstwo kamieńskie) fue una circunscripción eclesiástica de la Iglesia católica en Polonia. Fue suprimida de hecho al fallecer el último obispo con confirmación papal el 8 de junio de 1556. Se trataba de una diócesis latina, inmediatamente sujeta a la Santa Sede. Además de su función episcopal, los obispos de Cammin tenían poder temporal, ya que Cammin era un principado eclesiástico dentro del Sacro Imperio Romano Germánico, el principado episcopal de Cammin.

## Territorio y organización

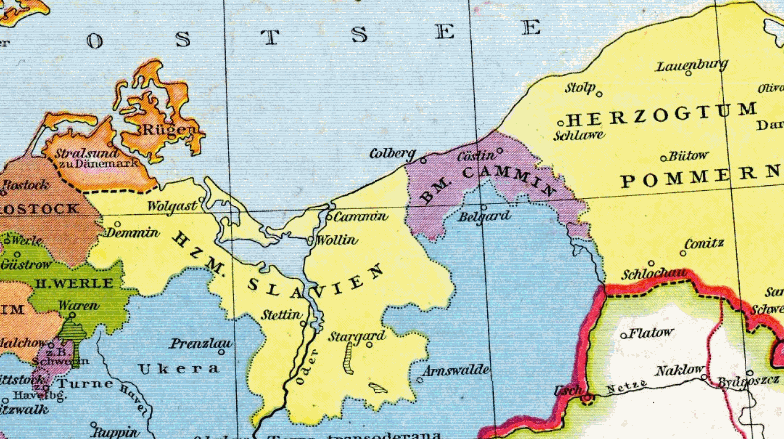
El territorio bajo la jurisdicción civil de los obispos de Cammin circa 1250 (color púrpura)

La diócesis extendía su jurisdicción sobre los fieles católicos de rito latino residentes en las áreas controladas por la Casa de Pomerania en el siglo XII, por lo que se diferenciaba del territorio posterior del Ducado de Pomerania por la exclusión del Principado de Rügen y la inclusión de Circipania, Mecklenburgo-Strelitz y el norte de Uckermark y Neumark. 

Mapa del principado episcopal de Cammin hacia 1400

La sede de la diócesis se encontraba en la ciudad de Cammin (actual Kamień Pomorski), en donde se halla la Catedral de San Juan Bautista, que es actualmente concatedral de la arquidiócesis de Szczecin-Kamień.

## Historia

### Antecedentes
En los años 1124 y 1128 el obispo Otón de Bamberg dirigió dos misiones a Pomerania. Dirigió la Iglesia de Pomerania que él mismo fundó y, al mismo tiempo, trabajó con el papa para la creación de una diócesis independiente en Pomerania. El 14 de octubre de 1140 el papa Inocencio II erigió la diócesis de Pomerania con sede en Wolin.
El obispo Konrad I von Salzwedel († 1186) en 1176 transfirió su sede de Wolin a Cammin. Se estableció un capítulo en la catedral de San Juan Bautista en Cammin. Durante el reinado de Casimiro I de Pomerania el cristianismo fue declarado religión del estado. El papa otorgó permiso al obispo para exigir los diezmos. 

### Desde la erección de la diócesis
Tras la muerte de Konrad, el traslado formal de la sede episcopal a Cammin tuvo lugar mediante la bula Ex iniuncta nobis a Deo del papa Clemente III el 25 de febrero de 1188. A partir de entonces tomó el nombre de diócesis de Cammin (Caminensis).
A principios del siglo XIII se produjo una disputa entre el Reino de Polonia y el de Dinamarca, del cual los duques de Pomerania eran señores feudales. Para protegerse de una invasión y toma de posesión por la diócesis de Gnesen, el obispo Sigwin sometió la diócesis de Cammin como sufragánea a la de Magdeburgo. Posteriormente, sin embargo, trató de poner fin a este estado de dependencia e ignoró las instrucciones del papa Inocencio III de seguir el juramento prestado ante la diócesis de Magdeburgo. Sin embargo, el sucesor de Inocencio III, el papa Honorio III confirmó todos los privilegios anteriores el 20 de marzo de 1217 y trató a sus obispos como príncipes independientes. Al mismo tiempo, Sigwin logró expandir el territorio de la diócesis con las tierras de Circipania, que anteriormente dependían de la diócesis de Schwerin: el río Ryck se convirtió en la frontera entre las dos diócesis.
Hacia 1200 en Kolberg (hoy Kołobrzeg), se estableció otro capítulo en la iglesia dedicada a María. En el transcurso del siglo XIII, se ampliaron las áreas alrededor de Kolberg y en el siglo XIV las de Bublitz.
En la segunda mitad del siglo XIII el obispo Hermann von Gleichen fortaleció decisivamente los cimientos del obispado. Logró perfeccionar su señorío como administración civil en lo que normalmente se atribuía a los obispos-príncipes de un territorio determinado. Su política de autonomía a menudo estaba en desacuerdo con la de los príncipes de Pomerania. Hermann de Gleichen promovió un asentamiento alemán planificado en el territorio relativamente deshabitado del obispado, que, a través del aumento de impuestos de los colonos, condujo a un aumento de los ingresos del obispado. El obispo Hermann en 1255 le dio a Kolberg el estatus de ciudad libre bajo la ley de Lübeck.

### Reforma protestante
En 1521 Erasmus von Manteuffel-Arnhausen, mientras todavía era obispo coadjutor, se había expresado, de acuerdo con el duque Bogislaw X, que había estado presente en la promulgación del decreto de la Dieta de Worms, contra la difusión de la enseñanza luterana desde el convento de Belbuck.
En los años siguientes se estableció la enseñanza evangélica en Pomerania. Incluso en las ciudades de Kolberg y Köslin, situadas en el territorio de la diócesis, esto fue aceptado por la mayoría de los ciudadanos, sin que el obispo pudiera intervenir en contra.
Un número cada vez mayor de predicadores evangélicos se establecieron en la zona. En 1533 el capítulo de la catedral, junto con el predicador Johann Westfal, instó a la gente a evitar la lectura de los escritos de Lutero, a los que acusaban de ser falsos. El obispo Erasmus no hizo mucho para defender la Iglesia católica y tratar de mantenerla viva. Uno de los dos duques de Pomerania, Barnim XI y Felipe I, se quedaron inicialmente solos a la espera de una revisión de la Iglesia. En la asamblea celebrada en 1534 en Treptow an der Rega, rechazó categóricamente el proyecto, elaborado por Johannes Bugenhagen, para un nuevo orden de la Iglesia local y acordó un período de reflexión. La nueva orden religiosa fue finalmente aceptada por los duques, sin mayor consideración hacia él, y la Reforma protestante fue introducida en Pomerania.
Frente a esto surgió la resistencia de los estados dentro del obispado y de la nobleza pomerana. Erasmus vio fortalecida su posición y en 1535 se negó a reconocer el nuevo orden, a sugerencia del emperador. El obispo finalmente hizo públicos sus planes para lograr la inmediación imperial, es decir la dependencia directa de la diócesis del Imperio, y con ello la independencia del ducado de Pomerania. Este plan, para el que también contaba con el apoyo de la ciudad de Kolberg, se topó con una viva resistencia por parte de los duques. En la división del territorio de 1541, promovieron la renuncia a la dependencia directa y reivindicaron el derecho a autorizar todos los cargos relevantes en la diócesis, incluido el derecho a nombrar obispos. Erasmus rechazó la decisión después de un largo período de reflexión, pero tuvo que experimentar cómo se habían producido numerosos cambios a su alrededor. Entre ellos se encontraba el acuerdo entre Pomerania y Brandeburgo sobre las zonas sujetas al obispado de Cammin en Neumark.
Después de la muerte del último obispo anterior a la Reforma, Erasmus von Manteuffel-Arnhausen, el 27 de enero de 1544, surgió una disputa entre los duques sobre la nueva propiedad del obispado. Finalmente se pusieron de acuerdo sobre la persona del luterano Johannes Bugenhagen, quien al principio planteó grandes exigencias pero finalmente se retiró, aunque ya había sido elegido. El 4 de marzo de 1545 el canciller de Stettin, Bartholomaeus Suawe, fue el primer obispo evangélico bajo el gobierno de los duques de Pomerania. Un acuerdo, firmado en Köslin, reguló finalmente las relaciones entre la diócesis y los señores del territorio. Los estados del obispado, especialmente Kolberg, se opusieron firmemente al acuerdo y al nuevo obispo.
El 5 de enero de 1548 la ciudad de Kolberg consiguió obtener un mandato imperial en el que se declaraba nulo el Acuerdo de Köslin y se instaba a los habitantes del obispado a rendir homenaje al emperador. Una queja de los duques fue dirigida al Tribunal de la Cámara Imperial. Tras la retirada de Suawes, los duques llegaron a un acuerdo con los estados diocesanos sobre los cambios que debían realizarse en el acuerdo de Köslin. El luterano Martin Weiher fue elegido obispo el 29 de julio de 1549. Los duques de Pomerania aprobaron esta elección el 1 de mayo de 1550. Sorprendentemente, Weiher pronto entró en contacto con el papa Julio II, que el 5 de octubre de 1551 lo confirmó como obispo de Cammin y sucesor legítimo de Erasmus von Manteuffel-Arnhausen, y autorizó que fuera ordenado obispo. Weiher enfatizó repetidamente la validez del “Orden de la Iglesia de Pomerania” escrito por Johannes Bugenhagen y adoptado en el parlamento estatal de Treptow an der Rega en 1534. Weiher también exigió que los pastores de su diócesis predicaran la “doctrina pura” evangélica. 
Después de la muerte de Weiher el 8 de junio de 1556, el duque Juan Federico de Pomerania (de 14 años) fue elegido príncipe obispo de Cammin por el cabildo catedralicio a instancias de la casa ducal de Pomerania. A partir de ese momento los miembros de la casa ducal gobernaron Cammin como obispos seculares y varios superintendentes luteranos fueron elegidos para el gobierno espiritual. La diócesis católica fue sucedida así por la Iglesia evangélica de Pomerania. En 1650 dimitió el último príncipe obispo luterano Ernst Bogislaw von Croÿ y se secularizó la diócesis luterana. 
El territorio secular de la antigua diócesis continuó existiendo como principado episcopal y principado dentro del Ducado de Pomerania, y se disolvió en 1650 cuando dimitió el último príncipe obispo luterano Ernst Bogislaw von Croÿ y pasó al poder de Brandeburgo-Prusia.

## Episcopologio
- Siegfried † (1186-después del 1191)
- Sigwin † (1202-1219 renunció)
- Konrad II † (23 de mayo de 1219-después del 29 de enero de 1233 falleció)
- Konrad III von Salzwedel † (después del 13 de noviembre de 1233 consagrado-20 de septiembre de 1241 falleció)
- Wilhelm † (24 de diciembre de 1244-1251 renunció)
- Hermann von Gleichen † (antes de diciembre de 1251-1289 falleció)
- Jaromar von Rügen † (7 de octubre de 1289-1294 falleció)
  - Wizlaw † (1294-?) (obispo electo)[nota 1]
- Peter, O.P. † (13 de febrero de 1296-1300 falleció)
- Heinrich von Wacholz † (28 de enero de 1302-1317 falleció)
- Konrad IV † (13 de agosto de 1318-1324 falleció)
  - Wilhelm † (antiobispo)
  - Otto † (antiobispo)[nota 2]
- Arnold von Eltz, O.P. † (14 de noviembre de 1324-1330 falleció)
- Friedrich von Eickstedt † (17 de septiembre de 1330-1343 renunció)
- Johannes von Sachsen-Lauenburg † (3 de septiembre de 1343-1370 falleció)
- Philipp von Rehberg † (29 de mayo de 1370-1385 falleció)
- Johannes Brunonis † (5 de mayo de 1386-1394 renunció)[nota 3]
- Jan Kropidło † (31 de julio de 1394-26 de abril de 1398 nombrado obispo de Chełmno)
- Nikolaus von Schippenbeil † (1 de junio de 1398-1410 depuesto)
- Magnus von Sachsen-Lauenburg † (14 de marzo de 1410-10 de mayo de 1424 nombrado obispo de Hildesheim)
- Siegfried Bock † (10 de mayo de 1424-15 de mayo de 1446 o 1449 falleció)
- Henning Iwen † (1446 o 1449-3 de agosto de 1468 falleció)
  - Ludwig von Eberstein-Naugard † (1471-? renunció) (obispo electo)[nota 4]
  - Sede vacante
- Marino de Fregeno † (16 de noviembre de 1478-7 de julio de 1482 falleció)
  - Angelo Gerardini † (24 de julio de 1482-? renunció) (obispo electo)[nota 5]
- Benedikt von Waldstein † (2 de diciembre de 1485-1498 falleció)
- Martin Karith † (4 de julio de 1498-26 de noviembre de 1521 falleció)
- Erasmus von Manteuffel-Arnhausen † (26 de noviembre de 1521 por sucesión-27 de enero de 1544 falleció)
- Martin Weiher † (5 de octubre de 1551-8 de junio de 1556 falleció) (obispo luterano con aprobación papal)